# Ida Crouch-Hazlett
Ida Crouch-Hazlett (nascida Ida Estelle Crouch, c. 1870 – 1941) foi uma militante feminista e socialista estadunidense, proeminente nos movimentos pelo sufrágio. Crouch-Hazlett foi porta-voz e militante do Partido Socialista da América, durante as primeiras duas décadas do século 20. Em 1902, Crouch-Hazlett se tornou a primeira mulher a apresentar-se candidata ao parlamento estadunidense a partir do Colorado, quando ela concorreu para uma cadeira na câmara dos deputados.

## Biografia

### Primeiros anos
Ida Estelle Crouch nasceu c. de 1870 em Chicago, Illinois, a filha de dois professores com formação universitária. Crouch cresceu em Monmouth, Illinois, onde frequentou a escola primária, antes de se matricular em Monticello Seminary de Godfrey, Illinois.Ela seguiu os estudos na Escola Normal do Estado de Illinois (uma instituição que viria a se tornar a Illinois State University) em Bloomington e mais tarde fez o curso de Economia na Universidade de Stanford.
Crouch casou-se muito cedo com N. Hazlett, que morreu não muito tempo depois.
Após a formatura, Crouch-Hazlett concorreu para a direção do conselho de escolas como candidata do Partido da Proibição. Após essa tentativa sem sucesso, ela ocupou uma série de cargos de professor de elocução em Illinois, Colorado, Wyoming, uma ocupação que a ajudou a desenvolver suas próprias habilidades como oradora.
Em 1894, Crouch-Hazlett atuou no jornalismo, trabalhando como repórter de jornal. Crouch-Hazlett trabalhou para jornais de Chicago, Denver, e Leadville, Colorado, e St. Louis.Ela continuou a trabalhar como jornalista nos anos 1900. Enquanto estava no Colorado Crouch-Hazlett foi exposta pela primeira vez à amarga luta de classes entre mineiros e proprietários de minas, o que moldou sua visão política.

### Carreira política
O início da atividade política de Crouch-Hazlett veio em 1896, quando ela foi nomeada organizadora nacional da National American Woman Suffrage Association (NAWSA).
Pouco depois do início do século 20, Crouch-Hazlett começou a ver a luta pelo socialismo como um componente central da luta das mulheres por direitos iguais e o avanço do movimento socialista como parte central de seus esforços políticos. Ela se juntou ao então incipiente Partido Socialista da América (SPA) no tempo de sua formação, em 1901, e, posteriormente, tornou-se uma de suas mais proeminentes vozes femininas.
Em 1902, Hazlett se tornou a primeira candidata mulher para o Congresso dos EUA, no estado do Colorado, quando ela concorreu para a Casa de Representantes como líder socialista.
Um historiador chamou Crouch-Hazlett "uma das mais especiais gerenciadores" do jornal do partido, observando que ela preferia atuar como "repórter", deixando detalhes técnicos e administrativos de produção do jornal a seu associado político, James D. Graham.
Crouch-Hazlett terminou sua carreira como militante ainda como membro do Partido Socialista, em 1921. Durante este último ano, Crouch-Hazlett foi pelo menos uma vez raptada por membros da Legião Americana, que a transportou a centenas de quilômetros antes de abandoná-la em uma área deserta. Esta experiência não arrefeceu o compromisso político de Hazlett compromisso, , mas coincidiu com o final de sua atividade como militante socialista.

### Morte e legado
Em 1925, Crouch-Hazlett se matriculou na Universidade de Nova York , em um esforço para conseguir um Doutorado. Ela morreu em Maio de 1941. Seus documentos estão no Arquivo do Partido Social-Democrata do Milwaukee County Historical Society , em Milwaukee, Wisconsin.